# Roman J. Israel, Esq. – Die Wahrheit und nichts als die Wahrheit
Roman J. Israel, Esq. – Die Wahrheit und nichts als die Wahrheit (Originaltitel: Roman J. Israel, Esq.) ist ein US-amerikanischer Kriminalfilm von Dan Gilroy, der sich an den Film The Verdict – Die Wahrheit und nichts als die Wahrheit (1982) von Sidney Lumet anlehnt. Der Film feierte im September 2017 im Rahmen des Toronto International Film Festivals seine Weltpremiere und kam am 17. November 2017 in ausgewählte US-Kinos.

## Handlung
Der autistische Roman J. Israel arbeitet seit 26 Jahren in einer kleinen Anwaltskanzlei in Los Angeles. Hier formuliert er engagiert und idealistisch strafrechtliche Schriftsätze für den bereits älteren Anwalt William Jackson.
Als dieser nach einem Herzanfall ins Koma fällt, lässt seine Familie die seit langem defizitäre Kanzlei auflösen. Israel wird Anwalt in einer Großkanzlei, deren kommerzielle Orientierung jedoch seinen Idealen widerspricht.
Nach mehreren Negativerlebnissen in Beruf und Alltag lässt er sich zu einer illegalen Handlung hinreißen, die sein Leben nach einer kurzen vermeintlichen Glücksphase in eine Abwärtsspirale münden lässt.

## Produktion
Regie führte Dan Gilroy, der auch das Drehbuch zum Film schrieb. Dieses landete im Jahr 2016 auf der Blacklist der besten unverfilmten Ideen Hollywoods. Es handelt sich nach Nightcrawler – Jede Nacht hat ihren Preis aus dem Jahr 2014 um den zweiten Film von Gilroy, bei dem er Regie führte. Der Film lehnt sich an das Buch The Verdict – Die Wahrheit und nichts als die Wahrheit von Barry Reed bzw. den gleichnamigen Film von Sidney Lumet an. Die Filmmusik komponierte James Newton Howard.
Denzel Washington übernahm die Hauptrolle des Roman J. Israel. In weiteren Rollen sind Colin Farrell und Carmen Ejogo zu sehen.
Der Film wurde an dessen Handlungsort Los Angeles gedreht. Weitere Aufnahmen entstanden in Santa Clarita. Als Kameramann fungierte Robert Elswit. Das Filmbudget belief sich auf rund 35 Millionen US-Dollar.
Der Film feierte am 10. September 2017 im Rahmen des Toronto International Film Festivals seine Weltpremiere und kam am 17. November 2017 in ausgewählte US-amerikanische Kinos, bevor er ab 22. November 2017 landesweit gezeigt wurde. Am 2. Februar 2018 kam er in die Kinos im Vereinigten Königreich. Der Kinostart in Deutschland war am 19. April 2018.
Die deutsche Synchronisation entstand nach einem Dialogbuch und der Dialogregie von Hubertus von Lerchenfeld im Auftrag der Scalamedia GmbH, Berlin. Leon Boden leiht in der deutschen Fassung dem titelgebenden Rechtsanwalt Roman J. Israel seine Stimme.

## Rezeption

### Kritiken
Martin Schwickert sagt in den Dresdner Neuesten Nachrichten, wie schon in seinem beachtlichen Regiedebüt Nightcrawler – Jede Nacht hat ihren Preis (2014) stelle Dan Gilroy auch in Roman J. Israel, Esq. eine Charakterstudie ins Zentrum der Erzählung, in der aus dem Augenwinkel heraus die gesellschaftlichen Verhältnisse reflektiert werden: „Machte Jake Gyllenhaal in Nightcrawler als narzisstischer Kameramann ohne ethische Maßstäbe in der Medienbranche Karriere, ist dieser Roman J. Israel ein moralisches Relikt aus einer längst vergangenen Ära, das an der sozialen und juristischen Rücksichtslosigkeit der Gegenwart zu verzweifeln droht.“ Denzel Washington spiele den politischen Überzeugungstäter in der Krise mit nervösen Ticks, ausweichenden Blicken und herunterhängenden Wangen an der Grenze zum Autismus, so Schwickert weiter, und Gilroy lasse keinen Raum für politische Nostalgie, sondern zeige wie sich Roman selbst vom eigenen Sockel stürzt, indem er eine individualistische, eigennützige Entscheidung mit fatalen Folgewirkungen trifft. Mit seiner Selbstdekonstruktion versuche sich der Idealist der vollkommen unidealistischen Umgebung anzupassen und scheitert dabei auf tragische Weise, so Schwickert. Er merkt jedoch auch an, dass diese interessante Anti-Katharsis leider auf sehr wackeligen, dramaturgischen Beinen stehe, und es Gilroy nicht gelinge, sein Vorhaben in einem schlüssigen Plot voranzutreiben, da er sich immer wieder in Nebenhandlungen und symbolischen Erzählgesten verlaufe. Wieder einmal sei es Washington, der den Film mit einer stimmigen, komplexen Performance zusammenhalte, so Schwickert.

### Auszeichnungen (Auswahl)
Black Entertainment Television Awards 2018
- Nominierung als Bester Schauspieler (Denzel Washington)[8]

Black Reel Awards 2018
- Nominierung als Bester Hauptdarsteller (Denzel Washington)[9]

Golden Globe Awards 2018
- Nominierung als Bester Hauptdarsteller (Denzel Washington)

NAACP Image Awards 2018
- Nominierung als Bester Film
- Nominierung als Bester Hauptdarsteller (Denzel Washington)[10]

Oscarverleihung 2018
- Nominierung als Bester Hauptdarsteller (Denzel Washington)[11]

Screen Actors Guild Awards 2018
- Nominierung als Bester Hauptdarsteller (Denzel Washington)[12]